# 유카
유카(영어: Yucca)는 용설란아과의 초본으로 학명은 Yucca gloriosa이다.

## 생태
높이 1∼4m이다. 꽃은 여름부터 가을에 걸쳐 피는데, 높이 1m 안팎의 꽃대에 많이 달린다. 포는 어긋나고 꽃은 지름 5∼8cm로 밑을 향하여 반쯤 벌어진다. 화피는 노란색을 띤 흰색이고 6개이며 두껍다. 수술 6개, 암술 1개이다. 열매는 대개 맺지 못하지만 간혹 달리는데, 모양은 긴 타원형이다. 줄기는 하나이거나 몇 개로 갈라진다. 잎이 밑동에서 모여 나며 줄 모양 바소꼴이고 사방으로 퍼진다. 빛깔은 청록색이고 딱딱하며 뒤로 처지며, 끝이 뾰족하다. 길이 70∼100cm, 나비 3∼7cm이다.

### 분포

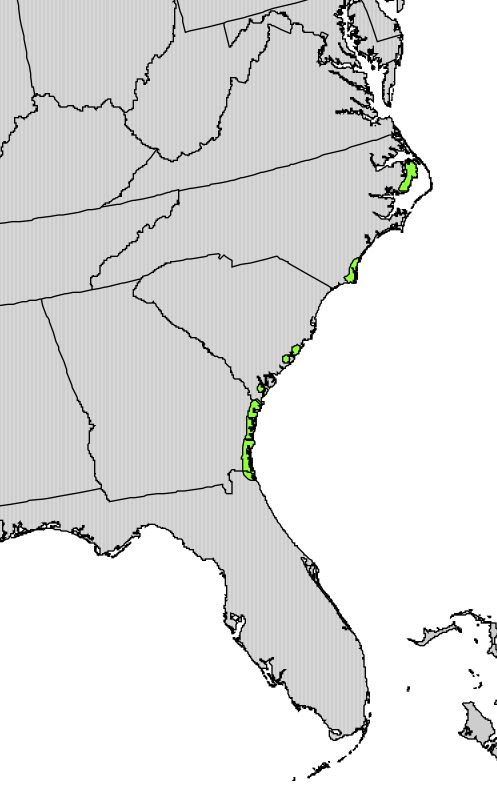
원산지 지도

미국 남동부 해안 저지대가 원산지이다. 한국에서는 남쪽 지방에 서식한다.

## 번식
씨앗을 받거나 포기나누기로 한다.

## 사진

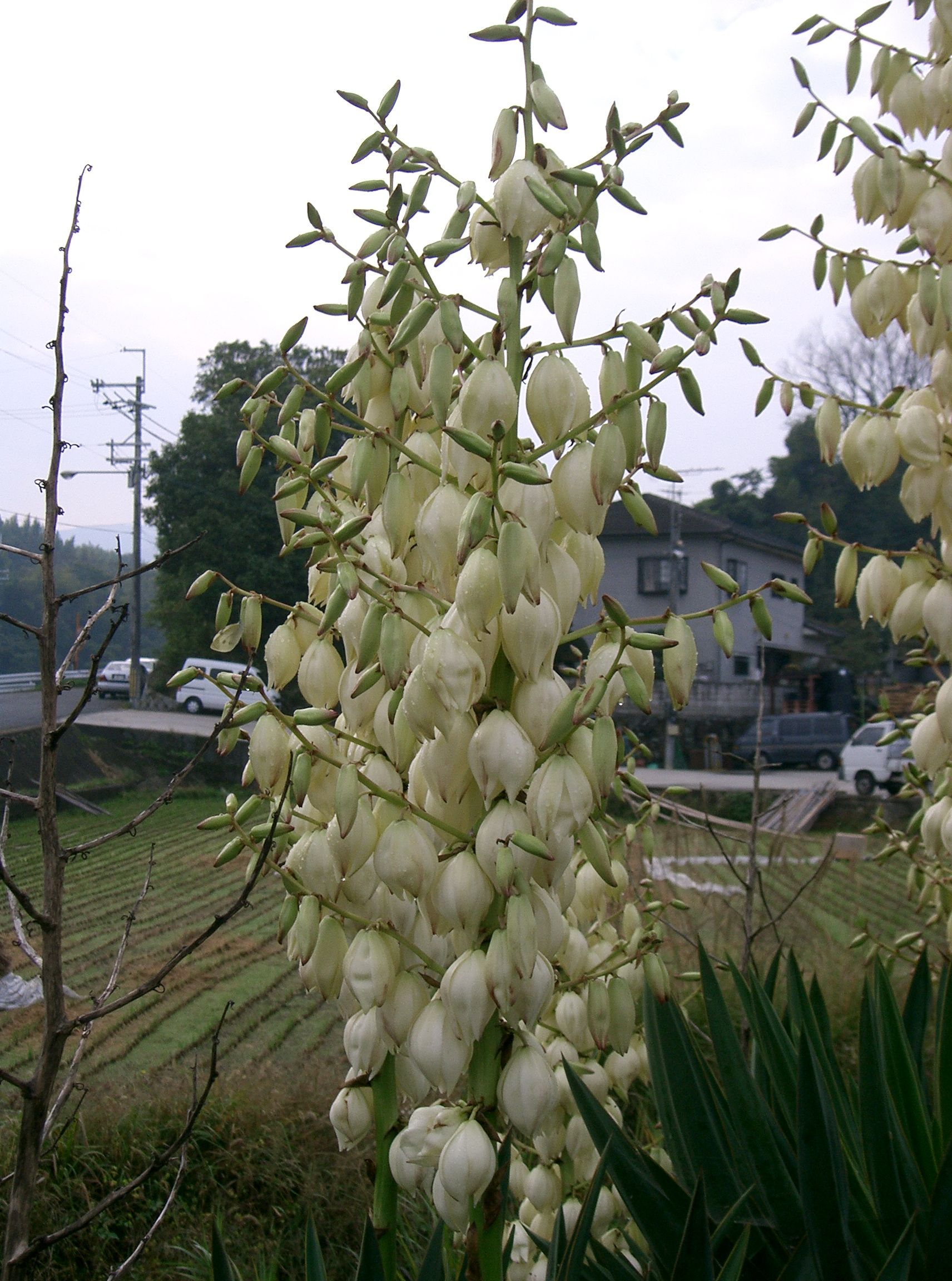
꽃
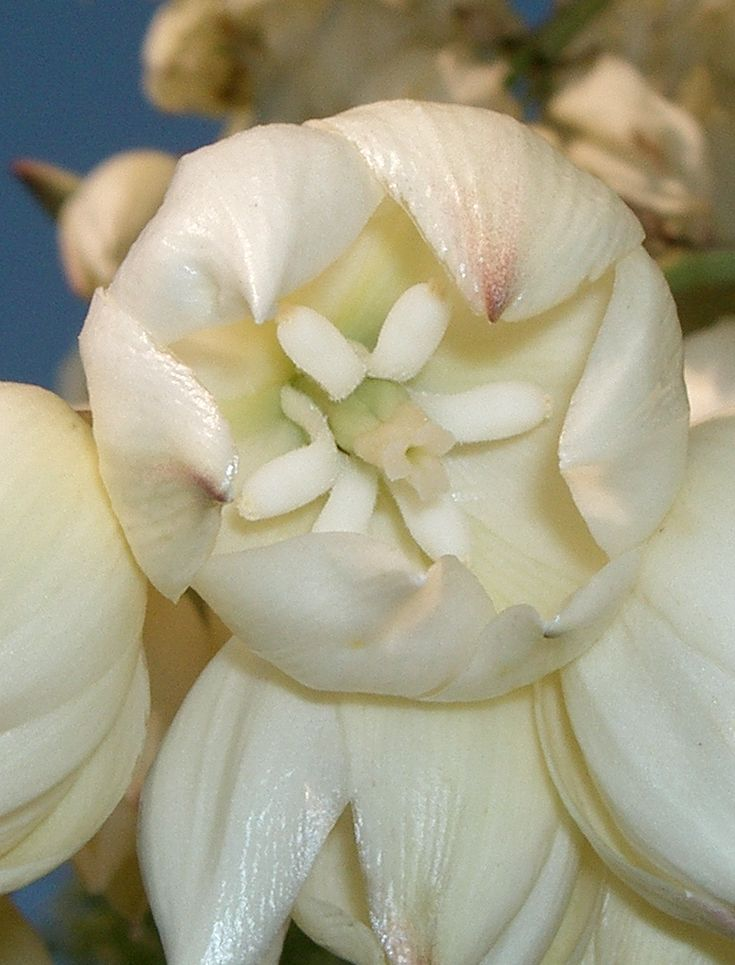
꽃 안
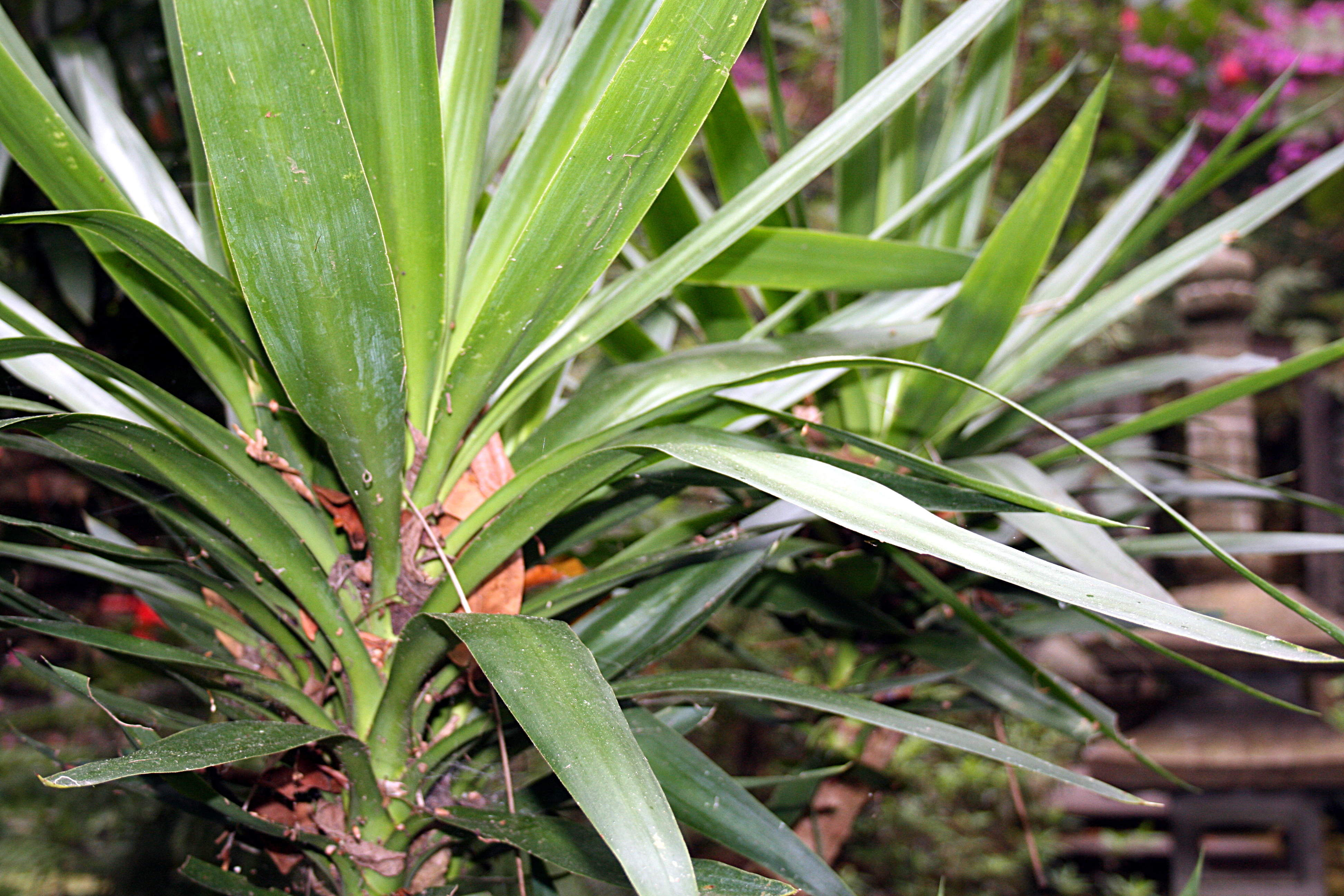
잎
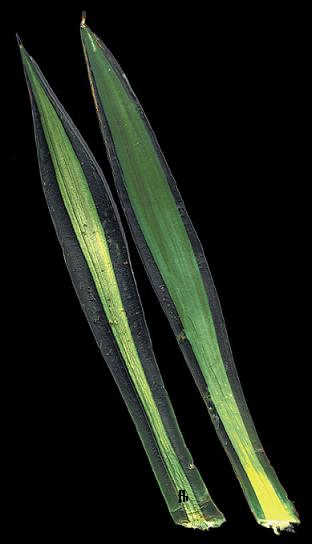
잎